# Mistrzostwa Europy w Zapasach 1997
50. Mistrzostwa Europy w zapasach odbyły się w maju. W stylu klasycznym walczono w fińskim Kouvola, a turniej w stylu wolnym kobiet i mężczyzn rozegrano w Warszawie.

## Styl klasyczny

### Medaliści
| Konkurencja | Złoto                | Srebro                  | Brąz                  |
| ----------- | -------------------- | ----------------------- | --------------------- |
| -54 kg      | Dariusz Jabłoński    | Farhat Mageramov        | Oleg Niemczenko       |
| -58 kg      | Karen Mynacakanian   | Djamel Ainaoui          | Ergüder Bekişdamat    |
| -63 kg      | Nikołaj Monow        | Şeref Eroğlu            | Akaki Czaczua         |
| -69 kg      | Aleksandr Trietjakow | Georgi Dshindvelashvili | Rustam Adży           |
| -76 kg      | Torbjörn Kornbakk    | Marko Asell             | Yvon Riemer           |
| -85 kg      | Hamza Yerlikaya      | Thomas Zander           | Aleksandar Jovančević |
| -97 kg      | Hakkı Başar          | Anatolij Fiedorienko    | Kostas Tanos          |
| -125 kg     | Serghei Mureico      | Juha Ahokas             | Aleksandr Biezruczkin |

### Tabela medalowa
| Lp. | Państwo    | Złoto | Srebro | Brąz |
| --- | ---------- | ----- | ------ | ---- |
| 1   | Turcja     | 2     | 1      | 1    |
| 2   | Rosja      | 2     | 0      | 2    |
| 3   | Szwecja    | 1     | 0      | 0    |
|     | Polska     | 1     | 0      | 0    |
|     | Bułgaria   | 1     | 0      | 0    |
|     | Armenia    | 1     | 0      | 0    |
| 7   | Białoruś   | 0     | 2      | 0    |
|     | Finlandia  | 0     | 2      | 0    |
| 9   | Gruzja     | 0     | 1      | 1    |
|     | Francja    | 0     | 1      | 1    |
| 11  | Niemcy     | 0     | 1      | 0    |
| 12  | Ukraina    | 0     | 0      | 1    |
|     | Grecja     | 0     | 0      | 1    |
|     | Jugosławia | 0     | 0      | 1    |

## Styl wolny

### Medaliści
| Konkurencja | Złoto                  | Srebro                 | Brąz                |
| ----------- | ---------------------- | ---------------------- | ------------------- |
| -54 kg      | Ołeksandr Zacharuk     | Namiq Abdullayev       | Mevlana Kulaç       |
| -58 kg      | Dawit Poghosiani       | Tadeusz Kowalski       | Murad Umachanow     |
| -63 kg      | Magomied Azizow        | Elbrus Tedejew         | Serafim Byrzakow    |
| -69 kg      | Arajik Geworkian       | Yüksel Şanlı           | Zaza Zazirow        |
| -76 kg      | Buwajsar Sajtijew      | Alexander Leipold      | Kamil Kocaoğlu      |
| -85 kg      | Chadżymurad Magomiedow | Nicolae Ghiță          | Dawyd Biczinaszwili |
| -97 kg      | Eldar Kurtanidze       | Marek Garmulewicz      | Arawat Sabiejew     |
| -125 kg     | Dawid Musulbies        | Alaksiej Miadzwiedzieu | Sven Thiele         |

### Tabela medalowa
| Lp. | Państwo     | Złoto | Srebro | Brąz |
| --- | ----------- | ----- | ------ | ---- |
| 1   | Rosja       | 4     | 0      | 1    |
| 2   | Gruzja      | 2     | 0      | 0    |
| 3   | Ukraina     | 1     | 1      | 2    |
| 4   | Armenia     | 1     | 0      | 0    |
| 5   | Polska      | 0     | 2      | 0    |
| 6   | Turcja      | 0     | 1      | 2    |
|     | Niemcy      | 0     | 1      | 2    |
| 8   | Białoruś    | 0     | 1      | 0    |
|     | Rumunia     | 0     | 1      | 0    |
|     | Azerbejdżan | 0     | 1      | 0    |
| 11  | Bułgaria    | 0     | 0      | 1    |

## Kobiety styl wolny

### Medaliści
| Konkurencja | Złoto                   | Srebro              | Brąz                |
| ----------- | ----------------------- | ------------------- | ------------------- |
| -46 kg      | Farah Touchi            | Mette Barlie        | Lidija Karamczakowa |
| -51 kg      | Jelena Jegoszyna        | Tanja Sauter        | Angélique Berthenet |
| -56 kg      | Anna Gomis              | Lene Aanes          | Sara Eriksson       |
| -62 kg      | Natalia Hartmann-Dünser | Natalja Winogradowa | Lise Legrand        |
| -68 kg      | Anna Udycz              | Nina Englich        | Nina Strasser       |
| -75 kg      | Monika Kowalska         | Tetiana Komarnyćka  | Anna Szamowa        |

### Tabela medalowa
| Lp. | Państwo  | Złoto | Srebro | Brąz |
| --- | -------- | ----- | ------ | ---- |
| 1   | Francja  | 2     | 0      | 2    |
| 2   | Polska   | 2     | 0      | 0    |
| 3   | Rosja    | 1     | 1      | 2    |
| 4   | Austria  | 1     | 0      | 1    |
| 5   | Niemcy   | 0     | 2      | 0    |
|     | Norwegia | 0     | 2      | 0    |
| 7   | Ukraina  | 0     | 1      | 0    |
| 8   | Szwecja  | 0     | 0      | 1    |